# پایگاه هوایی لولیانگ
پایگاه هوایی لولیانگ (به انگلیسی: Luliang Air Base) یک فرودگاه نظامی است . این فرودگاه در کشور چین قرار دارد .